# Solanum cajamarquense
Espèce
Solanum cajamarquense est une espèce de plantes à fleurs de la famille des Solanaceae. C'est une plante herbacée tubéreuse vivace par ses tubercules, originaire du Pérou où elle est endémique. Elle est apparentée à la pomme de terre cultivée mais, contrairement à celle-ci, elle est diploïde (2n = 2x = 24).
Cette pomme de terre sauvage se distingue par ses tubercules sphériques ou ovoïdes, de 1 à 1,5 cm de diamètre, disposés en chapelet le long des stolons.

## Distribution et habitat
Solanum cajamarquense est une espèce endémique du nord du Pérou qui se rencontre seulement dans les zones montagneuses de la région de Cajamarca (provinces de Cajamarca, Contumazá et San Pablo) entre 2000 et 3000 m d'altitude.
C'est une espèce de climat frais ou tempéré qui préfère les pentes rocailleuses ou les broussailles en terrains accidentés plus fertiles, parfois près des champs cultivés. Elle est souvent associée, notamment, à d'autres espèces du genre Solanum comme Solanum nigrum, Solanum radicans et Solanum ochrophyllum.